# Oreophryne inornata
Oreophryne inornata là một loài ếch trong họ Nhái bầu. Chúng là loài đặc hữu của Papua New Guinea.
Các môi trường sống tự nhiên của chúng là subtropical hoặc tropical moist lowland forests và các khu rừng vùng núi ẩm nhiệt đới hoặc cận nhiệt đới.